# Austral Cycle & Motor Works
Austral Cycle & Motor Works war ein australischer Hersteller von Motorrädern und Automobilen.

## Unternehmensgeschichte
Das Unternehmen aus Caulfield bei Melbourne stellte Motorräder her. 1913 begann die Produktion von Automobilen. Der Markenname lautete Austral. Im gleichen Jahr endete die Automobilproduktion. Insgesamt entstanden etwa drei Automobile.

## Automobile
Das einzige Modell war ein leichtes Fahrzeug im Stil eines Cyclecars. Ein V2-Motor von Peugeot mit 947 cm³ Hubraum und 8 PS Leistung trieb über ein Friktionsgetriebe und Riemen die Hinterachse an. Ungewöhnlich für die damalige Zeit und insbesondere für ein leichtes, billiges Fahrzeug war die Verwendung von Vorderradbremsen, in diesem Falle von Chater-Lea.